# Brephos
Brephos is een geslacht van vlinders uit de familie van de Uilen (Noctuidae) en de onderfamilie Agaristinae.

## Soorten
- B. ansorgei (Jordan, 1904)
- B. decora (Linnaeus, 1764)
- B. festiva (Jordan, 1913)
- B. illuminata Maassen, 1890
- B. incongruella (Warren, 1914)
- B. moldaenkei Dewitz, 1881
- B. nigrobasalis Bartel, 1903
- B. nyassana (Bartel, 1903)
- B. straeleniana (Kiriakoff, 1954)
- B. sublaeta Kiriakoff, 1975